# Circondario di Nauen
Il circondario di Nauen (in tedesco Kreis Nauen) era un circondario della Repubblica Democratica Tedesca, parte del distretto di Potsdam.

## Storia
Il circondario di Nauen fu istituito il 25 luglio 1952 con la riforma amministrativa della RDT; si estendeva su territori già appartenuti ai disciolti circondari della Havelland occidentale e della Havelland orientale.
Il 17 maggio 1990 assunse il nuovo nome di Landkreis Nauen ("circondario di Nauen"), e poco dopo, in seguito alla riunificazione tedesca, divenne parte dello stato del Brandeburgo.
Il 6 dicembre 1993, nell'ambito della riforma amministrativa del Brandeburgo, il circondario di Nauen venne soppresso; le città e i comuni che lo componevano passarono tutti al nuovo circondario della Havelland.